# Jörg Syrlin Młodszy
Jörg Syrlin Młodszy (ur. ok. 1455 w Ulm, zm. 1521) – niemiecki stolarz, snycerz i rzeźbiarz doby późnego gotyku, syn Jörga Syrlina Starszego. 

## Życiorys
Przedstawiciel tzw. szkoły ulmskiej, działającej w ostatniej tercji XV w., tworzącej dzieła rzeźby kamiennej i drewnianej, oraz malarstwa. Do tej szkoły należeli m.in. ojciec artysty oraz Michel i Gregor Erhartowie. 
Od 1481 Jörg Syrlin Młodszy pracował u swego ojca, a następnie w latach 1483–1516 sprawował funkcję głównego cechu snycerzy w Ulm. Dla tutejszej katedry wykonał w 1511 m.in. dekorację ambony. Od strony stylistycznej kontynuował tradycje sztuki snycerskiej swojego ojca.
Artysta działał w pobliskim opactwie Benedyktynów w Blaubeuren. Jego dziełem są przede wszystkim monumentalne stalle w prezbiterium kościoła klasztornego, które wykonywał od 1493. Ponadto przypisuje mu się współpracę przy elementach rzeźbiarskich ołtarza głównego.
Z innych dzieł należy wymienić zespół stall w kościołach w Zwiefalten (1499) i w Geislingen an der Steige (1512), oraz retabula ołtarzowe dla kościołów w Ochsenhausen (1496–1499), Bingen am Rhein i Ennebach (1496).

## Galeria

Stalle w kościele Benedyktynów w Blaubeuren
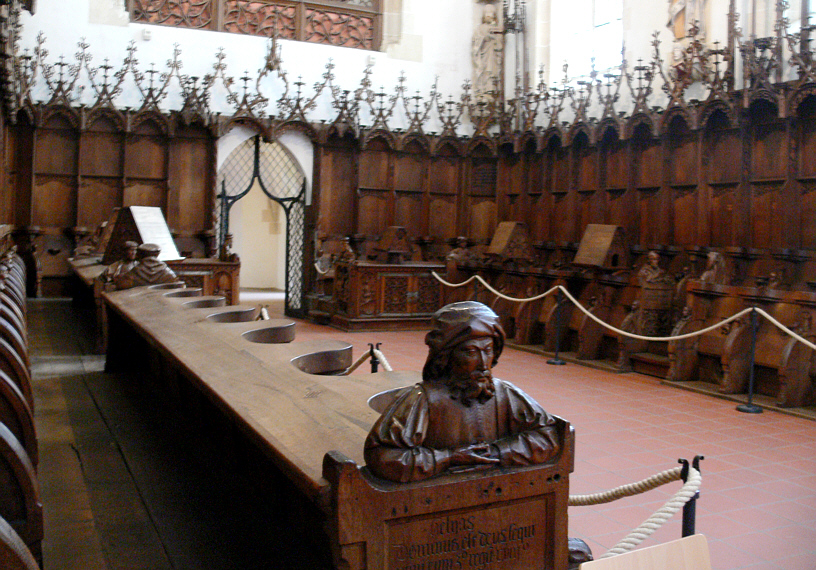
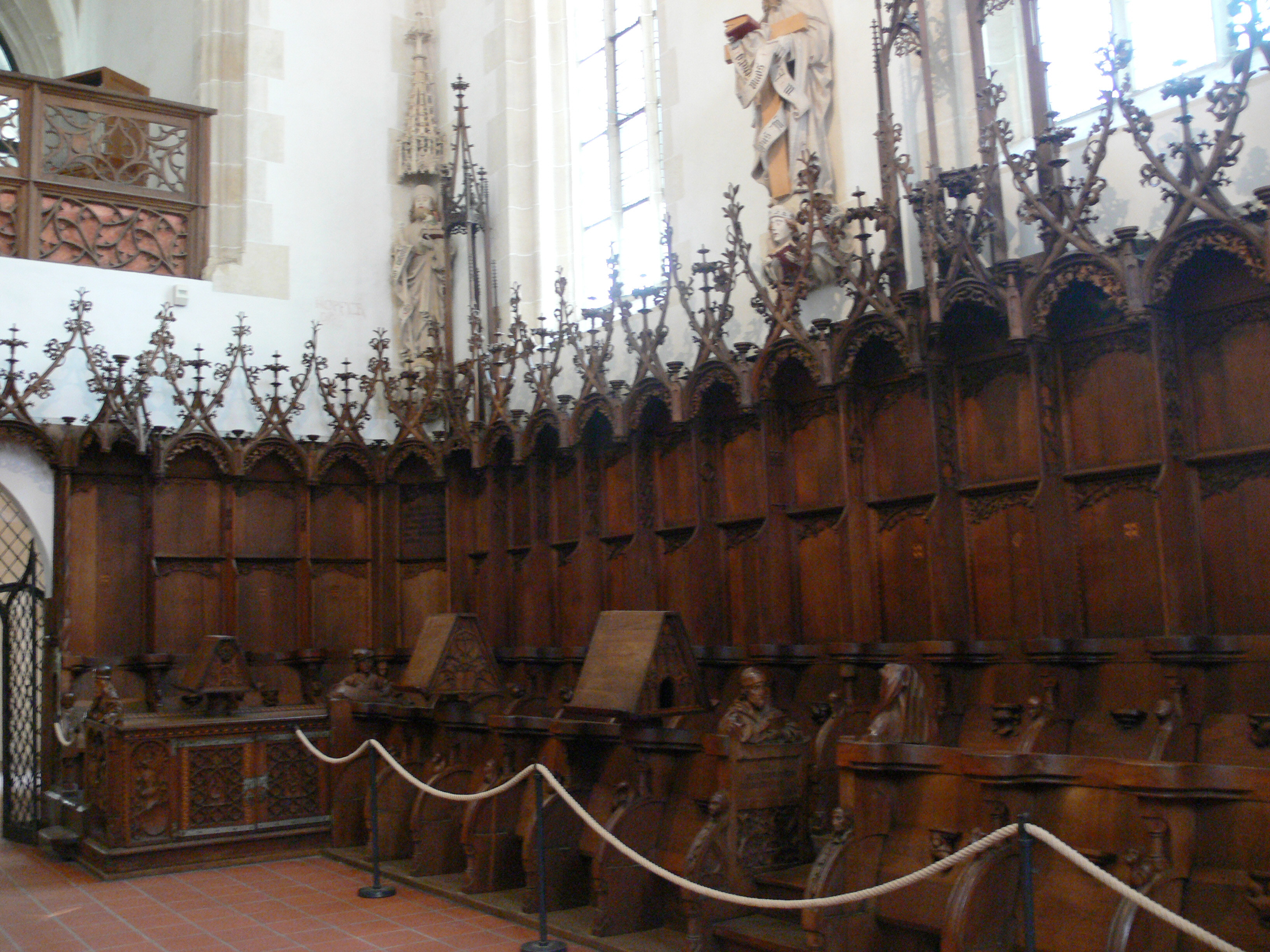
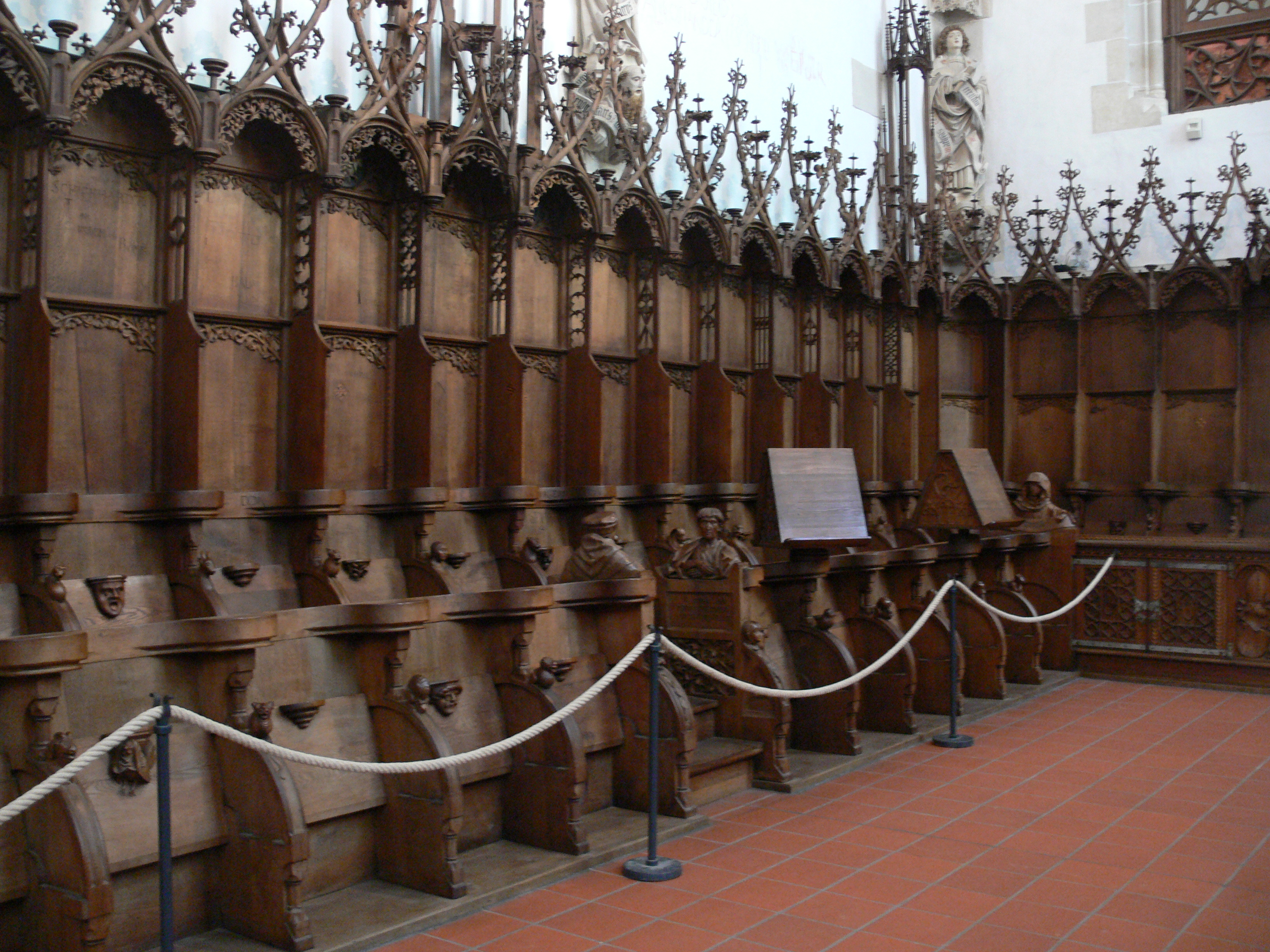
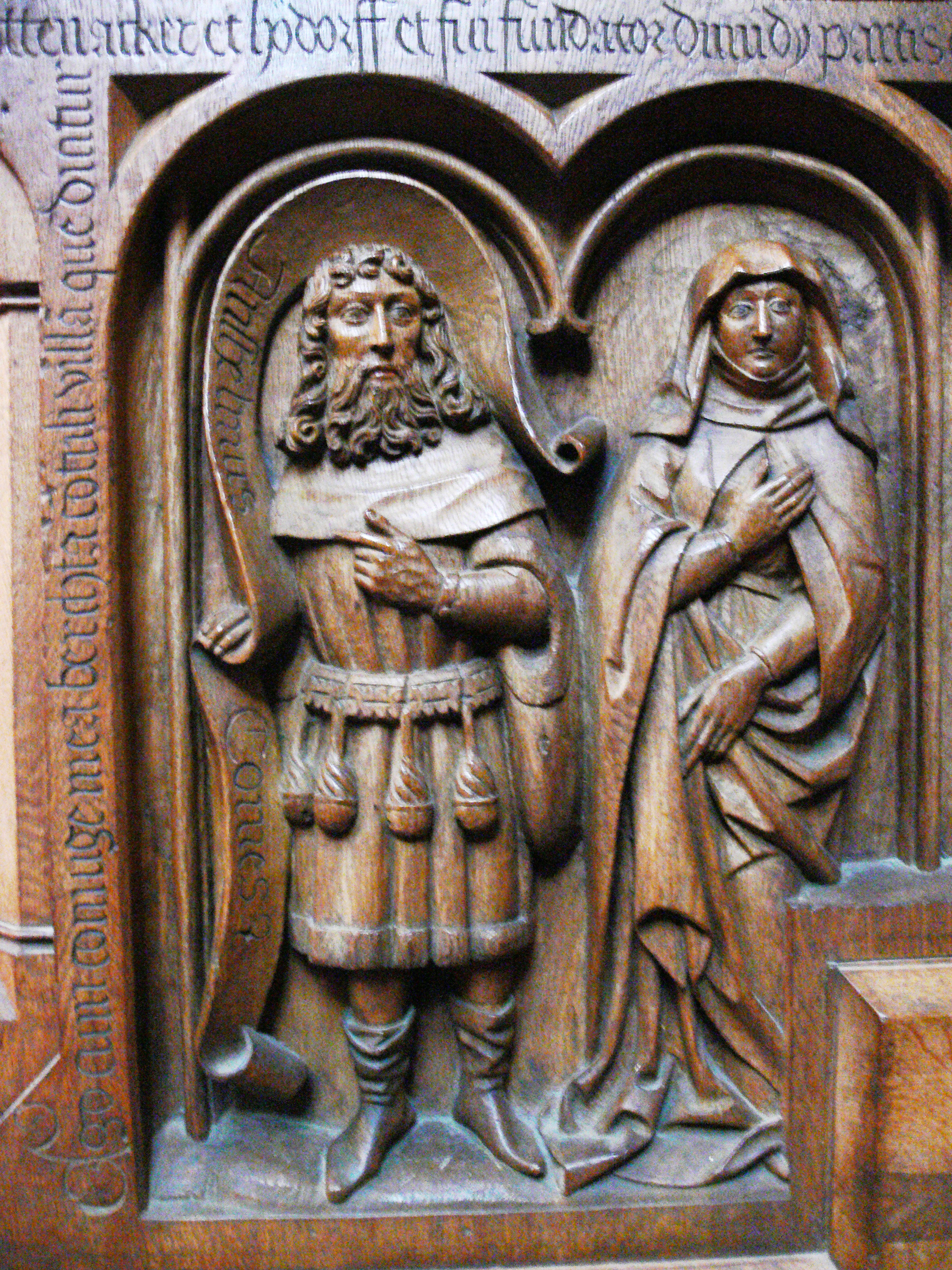
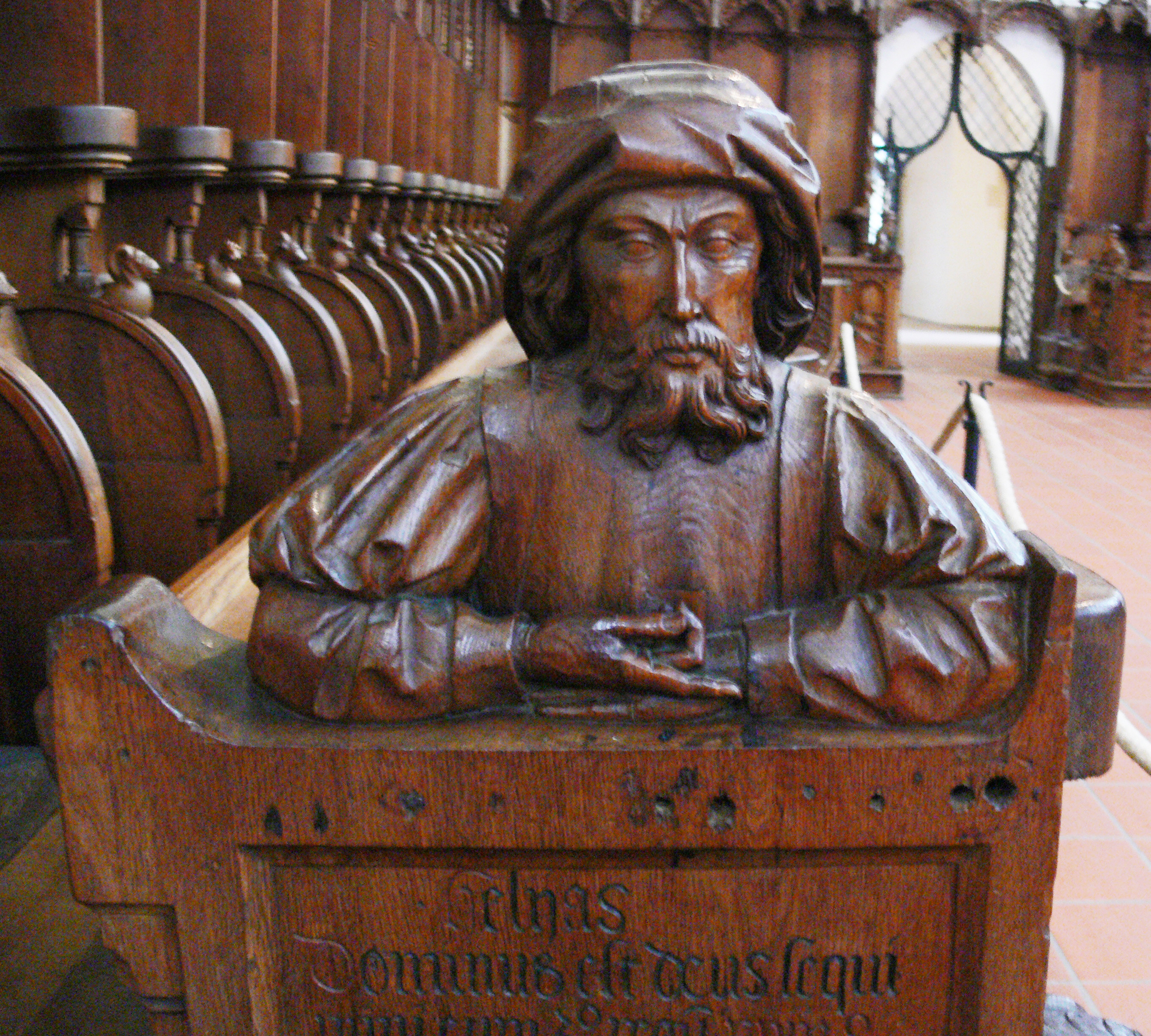
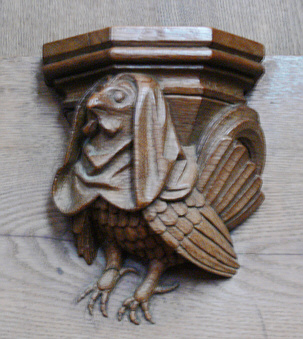
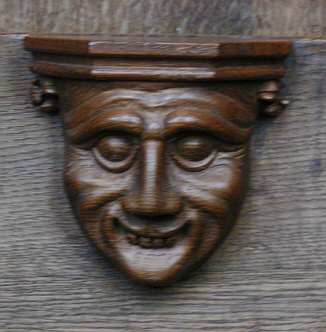
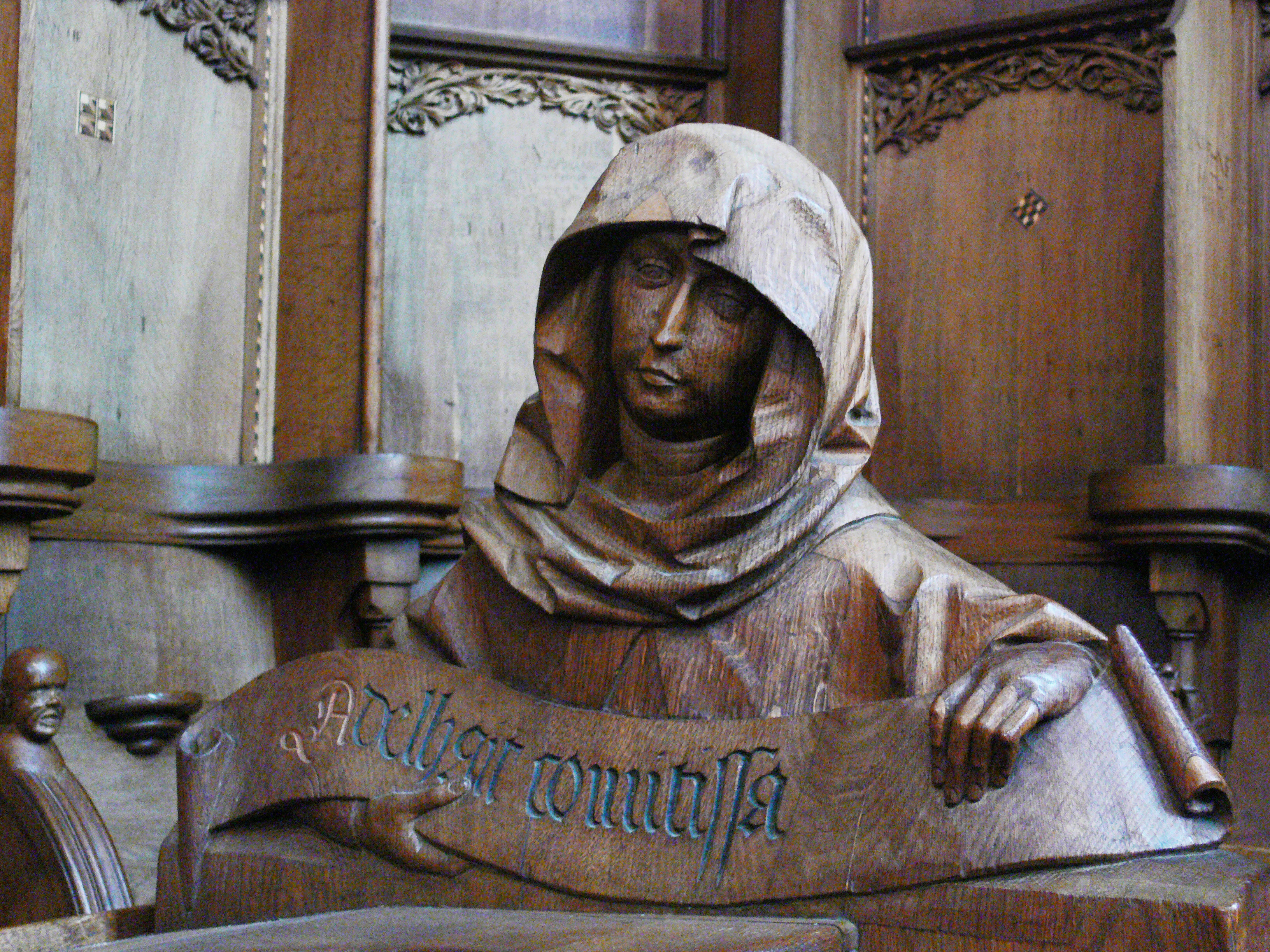